# Gauliga Niedersachsen
La Gauliga Niedersachsen era la principale manifestazione calcistica nella Provincia di Hannover, nello Stato di Brema, e nei Liberi Stati di Brunswick, Schaumburg-Lippe e Oldenburg fra il 1933 ed il 1942. A partire dal 1942 venne infatti divisa in due Gauligen:  Südhannover-Braunschweig e Weser-Ems. Infine, nel 1943 dalla Gauliga Südhannover-Braunschweig si separò la Gauliga Osthannover.

## Storia
La lega venne introdotta ne 1933 in occasione della riforma del sistema calcistico tedesco. Fu fondata con dieci club che si sfidavano in un girone all'italiana: il vincitore si qualificava per il campionato nazionale tedesco, mentre le ultime due classificate retrocedevano. A partire dalla stagione 1939-1940 il campionato venne invece diviso in due gironi da sei squadre.
La stagione 1941-1942 fu l'ultima del campionato: da quella seguente il campionato venne diviso in due Gauligen:  Südhannover-Braunschweig e Weser-Ems, mentre nel 1943 dalla Gauliga Südhannover-Braunschweig si separò la Gauliga Osthannover. Infine, nel dopoguerra le squadre vennero inglobate nell'Oberliga Nord.

## Vincitori e piazzati della Gauliga Niedersachsen
Di seguito vengono riportati il vincitore e il piazzato del campionato:
| Stagione | Vincitore    | Secondo posto    |
| 1933-34  | Werder Brema | Arminia Hannover |
| 1934-35  | Hannover 96  | Werder Brema     |
| 1935-36  | Werder Brema | Hannover 96      |
| 1936-37  | Werder Brema | Arminia Hannover |
| 1937-38  | Hannover 96  | Osnabrück        |
| 1938-39  | Osnabrück    | Hannover 96      |
| 1939-40  | Osnabrück    | Hannover 96      |
| 1940-41  | Hannover 96  | Osnabrück        |
| 1941-42  | Werder Brema | LSV Wolfenbüttel |

## Vincitori e piazzati della Gauliga Südhannover-Braunschweig
Di seguito vengono riportati il vincitore e il piazzato del campionato:
| Stagione | Vincitore              | Secondo posto       |
| 1942-43  | Eintracht Braunschweig | WSV Celle           |
| 1943-44  | Eintracht Braunschweig | VfB 04 Braunschweig |

## Vincitori e piazzati della Gauliga Weser-Ems
Di seguito vengono riportati il vincitore e il piazzato del campionato:
| Stagione | Vincitore     | Secondo posto  |
| 1942-43  | Wilhelmshaven | Werder Brema   |
| 1943-44  | Wilhelmshaven | ASV Blumenthal |

## Vincitori e piazzati della Gauliga Osthannover
Di seguito vengono riportati il vincitore e il piazzato del campionato:
| Stagione | Vincitore | Secondo posto |
| 1943-44  | WSV Celle | Cuxhavener SV |